# Chicago-Marathon 2000
| 23. Chicago-Marathon    | 23. Chicago-Marathon          |
| ----------------------- | ----------------------------- |
| Stadt                   | Chicago, Vereinigte Staaten   |
| Datum                   | 22. Oktober 2000              |
| Distanz                 | 42,195 Kilometer              |
| Sieger                  |                               |
| Männer                  | Khalid Khannouchi (2:07:01 h) |
| Frauen                  | Catherine Ndereba (2:21:33 h) |
| ← Chicago-Marathon 1999 | Chicago-Marathon 2001 →       |
| Website                 | Offizielle Website            |

Der Chicago-Marathon 2000 (offiziell: LaSalle Bank Chicago-Marathon 2000) war die 23. Ausgabe der jährlich stattfindenden Laufveranstaltung in Chicago, Vereinigte Staaten. Der Marathon fand am 22. Oktober 2000 statt.
Bei den Männern gewann Khalid Khannouchi in 2:07:01 h, bei den Frauen Catherine Ndereba in 2:21:33 h.

## Ergebnisse

### Männer
| Platz | Athlet             | Land               | Zeit (h) |
| ----- | ------------------ | ------------------ | -------- |
| 01    | Khalid Khannouchi  | Vereinigte Staaten | 2:07:01  |
| 02    | Josephat Kiprono   | Kenia              | 2:07:29  |
| 03    | Moses Tanui        | Kenia              | 2:07:47  |
| 04    | Peter Githuka      | Kenia              | 2:08:02  |
| 05    | Fred Kiprop Kiptum | Kenia              | 2:08:23  |
| 06    | William Kiplagat   | Kenia              | 2:11:57  |
| 07    | David Morris       | Vereinigte Staaten | 2:12:00  |
| 08    | Eric Mack          | Vereinigte Staaten | 2:12:42  |
| 09    | Kim Yi-yong        | Südkorea           | 2:13:02  |
| 10    | Josh Cox           | Vereinigte Staaten | 2:13:55  |

### Frauen
| Platz | Athletin            | Land               | Zeit (h) |
| ----- | ------------------- | ------------------ | -------- |
| 01    | Catherine Ndereba   | Kenia              | 2:21:33  |
| 02    | Lornah Kiplagat     | Kenia              | 2:22:36  |
| 03    | Irina Timofejewa    | Russland           | 2:29:13  |
| 04    | Elana Meyer         | Südafrika          | 2:31:59  |
| 05    | Kayoko Obata        | Vereinigte Staaten | 2:31:59  |
| 06    | Libbie Hickman      | Vereinigte Staaten | 2:32:09  |
| 07    | Christine Junkerman | Vereinigte Staaten | 2:32:45  |
| 08    | Kristy Johnston     | Vereinigte Staaten | 2:33:20  |
| 09    | Marie Soderstrom    | Schweden           | 2:34:58  |
| 10    | Ann Schaefers Coles | Vereinigte Staaten | 2:37:48  |